# Ragnar Mannil
Johan Ragnar Mannil, född 16 maj 1923 i Vörå, död 1 september 2003 i Jakobstad, var en finländsk journalist och folkbildare.
Mannil utexaminerades 1947 som folkskollärare och var 1947–1950 ungdomssekreterare vid Finlands svenska nykterhetsförbund, 1951–1958 föreståndare för Svenska nykterhetsbyrån i Vasa och 1958–1960 journalist vid Vasabladet. Han blev filosofie magister 1965.
Sin huvudsakliga livsgärning utförde Mannil som sekreterare och kanslichef vid Svenska folkskolans vänner 1960–1987. Under denna tid stärktes SFV-rörelsen genom flera initiativ, bland annat köpet av Schildts förlag 1972. Han var en av initiativtagarna till Uppslagsverket Finland.